# 100 messaggi
100 messaggi è un singolo del rapper italiano Lazza, pubblicato il 27 febbraio 2024 come primo estratto dal quarto album in studio Locura.

## Descrizione
Il brano è stato presentato per la prima volta il 10 febbraio 2024 durante l'ultima serata del Festival di Sanremo 2024, dove l'artista era ospite. Il brano, prodotto da Lazza in collaborazione con Miles e Drillionaire, è stato pubblicato come singolo digitale il 27 febbraio 2024 ed è entrato in rotazione radiofonica a partire dal successivo 1º marzo.

## Video musicale
Il video musicale, diretto dai YouNuts! e girato presso il Palazzo Arese Borromeo di Cesano Maderno, è stato reso disponibile il 6 marzo 2024 sul canale YouTube del rapper.

## Tracce
Testi di Jacopo Lazzarini, musiche di Jacopo Lazzarini, Diego Vincenzo Vettraino, Nicolò Pucciarmati, Guillermo Moreno Romero e Denis Lesjak.
1. 100 messaggi – 4:04

## Accoglienza
MusicAndtheCity Magazine scrive che il singolo «è un brano che colpisce per la sua profondità tematica e per l'abilità con cui il rapper riesce a farlo diventare uno specchio delle emozioni di tutti, sfoggiando ancora una volta la sua grande capacità di scrittura sia testuale che musicale».

## Classifiche

### Classifiche settimanali
| Classifica (2024) | Posizione massima |
| ----------------- | ----------------- |
| Italia            | 1                 |
| Svizzera          | 43                |

### Classifiche di fine anno
| Classifica (2024) | Posizione |
| ----------------- | --------- |
| Italia            | 5         |